# Her Father's Son
Her Father's Son er en amerikansk stumfilm fra 1916 af William Desmond Taylor.

## Medvirkende
- Vivian Martin som Frances Fletcher.
- Gayne Whitman som Richard Harkness.
- Herbert Standing som William Fletcher.